# Fekete Indiák
A Fekete Indiák Jules Verne egyik kevéssé ismert regénye. Több fejezet szól a szén keletkezéséről, szerepéről a gazdaságban. Olvashatjuk, hogy az 1830-as években úgy becsülték, hogy Anglia szénkészletei, figyelembe véve a növekvő felhasználást, még több száz évre elegendőek.

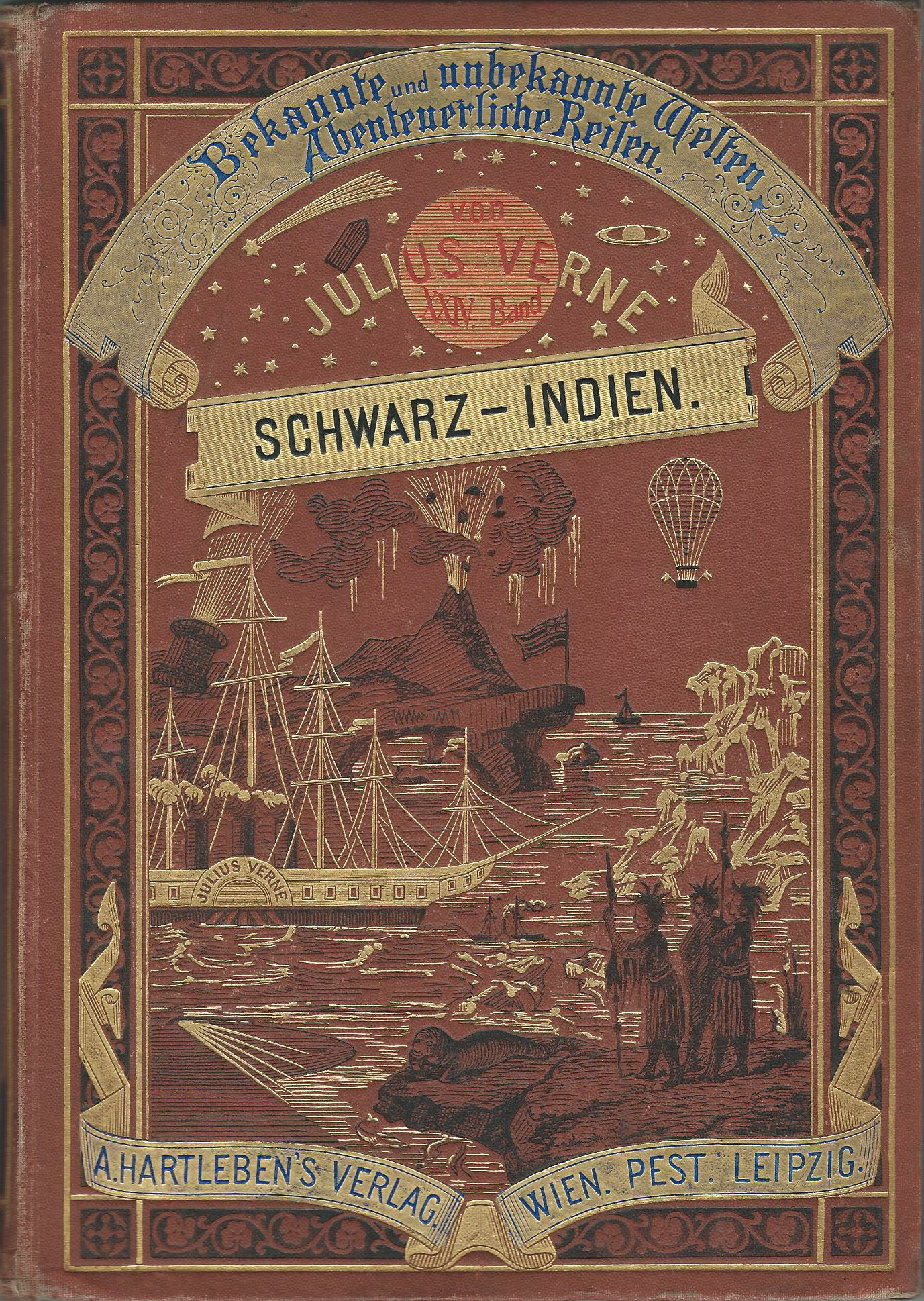
A „Fekete Indiák” 1878-as Hartleben-féle német díszkiadása

## Történet
|  | Alább a cselekmény részletei következnek! |

A regény tíz év történését meséli el, a helyszín a skóciai Aberfoyle falu, Stirling közelében. A helyi, a regény kezdetére kimerült és bezárt bánya volt bányamérnöke, James Starr levelet kap egy volt beosztottjától, Simon Ford-tól, amelyben arra kéri Starrt, hogy keresse fel, mert fontos híre van. Starr elfogadja a meghívást. Ford feleségével, Madge-dzsel és fiával, Harry-vel a bányában él vagy százötven méter mélyen.
Négyen együtt indulnak el a bánya egyik falához, mert az öreg Ford szerint a fal túloldalán további szénmezők találhatók. Át is robbantják a falat, felfedezik az új mezőt. Ám visszaúton kialszik a lámpájuk, a sötétben nem találják az utat haza.
Három évvel később folytatódik a történet.
A négy eltévedt ember megmenekült, egy rejtélyes idegen alkalmanként vizet és kenyeret hagyott a közelükben. Tíz napnyi szenvedés után Simon gyerekkori barátja, Jack Ryan vezetésével megtalálták őket. A rejtélyes idegen kilétét ugyan nem sikerül megfejteni egyiküknek sem, ám az új szénmező feltámasztja a bányát.
Verne idilli képet fest a száz méter mélyen a föld alatti Loch Malcolm tó partján létrejövő bányász-településről, a szénbányászatról.
Harryt nem hagyja nyugodni különös megmenekülésük, illetve a régi bányában és a környéken megeső megmagyarázhatatlan események. Egy gyanús felszíni kürtőben leereszkedve rátalál az eszméletlen Nell-re, aki sikerül kimenteni. A lányról hamarosan kiderül, hogy egész életében a bányában élt, napfényt még soha sem látott és valamitől vagy valakitől nagyon tart, de ez utóbbiról nem hajlandó beszélni.
Harry és Nell természetesen egymásba szeret, ám minél közelebb a kitűzött esküvőjük, annál több kellemetlen esemény, baleset történik a bányász-faluban. Az esküvő előtt Nell, Hary és Jack bejárja a környéket – módot adva Vernének a skót földrajz és történelem bemutatására – azzal a céllal, hogy Nell dönthessen: fent vagy lent kíván élni.
Az esküvő napján feltűnik az első laptól jelenlevő, de soha nem látott negatív főhős, Silfax. A férfi hajdanán szintén a bányában dolgozott, annak bezárása után elborult az elméje és a mélyben rejtőzött. Fordék előtt fedezte fel az új széntelepet, azt a magáénak vélte, ezért akadályozta Fordékat ott, ahol csak tudta.
Silfax a barlangtavon egy csónakban bukkan fel, kezében dinamitrúddal. Fel szeretné robbanatni azt a gázfelhőt, amint pár órával korábban szabadított ki egy szikla elmozdításával. Azonban a sújtólég a magasba száll, ezért hiába nyújtózkodik. De az idomított hóbagja felröppen a dinamittal. A lég berobban és a felettük levő tó vize lezúdul, de igazán nagy kárt nem okoz.
És boldogan éltek mindahányan – a robbanásban eltűnt Silfaxot leszámítva – a bányában.
|  | Itt a vége a cselekmény részletezésének! |

## Szereplők
- James Starr (55 éves a regény kezdetekor) közgazdász, bányamérnök, az egykori Aberfoyle bánya vezetője,
- Harry Ford (25) Simon és Madge fia, szüleivel él a bezárt bánya mélyén,
- Simon Ford (65) az egykori bánya helyettes vezetője, aki hisz abban, hogy találnak még szenet,
- Madge Ford, Simon felesége, aki próbálja otthonossá tenni a földalatti életüket,
- Nell (15-16) lány, aki még nem látta a napot,
- Jack Ryan (25) Harry barátja, a jó kedvű skót, aki folyamatosan énekel,
- Silfax, a régi bánya volt dolgozója.

## A regény fejezetei
- Fejezet I: Egymásnak ellentmondó levelek
- Fejezet II: Útközben
- Fejezet III: Anglia földjének belseje
- Fejezet IV: A Dochart-bánya
- Fejezet V: A Ford család
- Fejezet VI: Megmagyarázhatatlan jelenségek
- Fejezet VII: Simon Ford kísérlete
- Fejezet VIII: Dinamitrobbantás
- Fejezet IX: Új-Aberfoyle
- Fejezet X: Oda és vissza
- Fejezet XI: A lidércek
- Fejezet XII: Jack Ryan kutatásai
- Fejezet XIII: Coal-city
- Fejezet XIV: Egyetlen fonalszálon
- Fejezet XV: Nell a cottage-ban
- Fejezet XVI: A mozgólétrákon
- Fejezet XVII: Napfölkelte
- Fejezet XVIII: A Lomond tavától a Katrine-tóig
- Fejezet XIX: A végső fenyegetés
- Fejezet XX: A vezeklő
- Fejezet XXI: Nell esküvője
- Fejezet XXII: A vén Silfax legendája